# The Paradigm Shift
The Paradigm Shift (englisch für „Der Paradigmenwechsel“) ist das elfte Studioalbum der US-amerikanischen Nu-Metal-Band Korn. Es erschien am 8. Oktober 2013. Das Album wurde von Don Gilmore produziert und erstmals seit Take a Look in the Mirror (2003) ist Gründungsmitglied und Gitarrist Brian „Head“ Welch wieder beteiligt. Musikalisch führt das Album auf Korns Ursprünge zurück, während sich die Band in den letzten Alben eher experimentell zeigte.

## Hintergrund
Ein Jahr nach der Veröffentlichung von The Path of Totality wurden erste Ideen zu einem neuen Korn-Album laut. Am 2. Mai 2013 kündigte die Band an, dass Gründungsmitglied Brian „Head“ Welch der Band wieder beigetreten sei und nach seiner achtjährigen Pause an den Aufnahmen zum neuen Album mitwirken werde.
Die erste Single Never Never erschien am 12. August 2013. Der Titel Love & Meth sickerte bereits am 12. August 2013 durch, noch weit vor der Veröffentlichung des Albums. Der Titel Lullaby for a Sadist wurde bereits 2010 geschrieben, erschien jedoch nicht auf dem 2011 veröffentlichten Album The Path of Totality, da er nicht mehr in das Konzept des Dubstep-lastigen Albums passte.

## Stil
Stilistisch lehnt sich das Album an die Ursprünge Korns an, bevor sich die Band ab dem Album See You on the Other Side (2005) zusehends von ihrem typischen Stil entfernte. Dennoch sind auch auf diesem Album noch Spuren von Dubstep zu finden, die das vorherige Album The Path of Totality dominierten. So war Noisia z. B. am Song Spikes in My Veins beteiligt.
Laut Korn-Gitarrist Brian „Head“ Welch höre sich das Album wie das ursprüngliche Korn mit neuen Elementen an („It sounds like old Korn. But it sounds like 2013 old Korn, because there are new elements mixed in.“) Gitarrist Munky Shaffer sieht in dem Album Anleihen aus den Alben Issues (1999) und Untouchables (2002). Das Album sei gleichzeitig etwas melodischer und etwas aggressiver. („The new music is inspired by our Issues album, or even Untouchables, that era. It’s a little more melodic and a little more aggressive at the same time.“)

## Titelliste
1. Prey for Me – 3:37
2. Love & Meth – 4:03
3. What We Do – 4:06
4. Spike in My Veins – 4:24
5. Mass Hysteria – 4:04
6. Paranoid and Aroused – 3:34
7. Never Never – 3:41
8. Punishment Time – 4:00
9. Lullaby for a Sadist – 4:18
10. Victimized – 4:00
11. It's All Wrong – 3:31

## Deluxe Edition
Zusammen mit dem Album erschien eine Deluxe Edition, die neben einer DVD die zwei Bonussongs Wish I Wasn't Born Today und Tell Me What You Want enthält. Die DVD namens Reconciliation („Aussöhnung“) ist 60 Minuten lang und dreht sich um die Wiederaufnahme von Gitarrist und Gründungsmitglied Brian Welch in die Band. Enthalten sind eine Reihe von Interviews mit den Bandmitgliedern sowie kurze Clips die während der Aufnahme des Albums entstanden sind.